# Ayabaca (provincie)
Ayabaca is een van de acht provincies in de regio Piura in Peru. De provincie heeft een oppervlakte van 5.231 km² en heeft 140.757 inwoners (2015). De hoofdplaats van de provincie is het district Ayabaca.
De provincie grenst in het noorden aan Ecuador, in het oosten aan de provincie Huancabamba, in het zuiden aan de provincie Morropón en in het westen aan de provincies Sullana en Piura.

## Bestuurlijke indeling
De provincie Ayabaca is onderverdeeld in tien districten, UBIGEO tussen haakjes:
- (200201) Ayabaca, hoofdplaats van de provincie
- (200202) Frías
- (200203) Jilili
- (200204) Lagunas
- (200205) Montero
- (200206) Pacaipampa
- (200207) Paimas
- (200208) Sapillica
- (200209) Sicches
- (200210) Suyo

Ayabaca · Huancabamba · Morropón · Paita · Piura · Sechura · Sullana · Talara